# Hourc
Hourc (okzitanisch Lo Horc) ist eine französische Gemeinde mit 109 Einwohnern (Stand: 1. Januar 2022) im Département Hautes-Pyrénées in der Region Okzitanien (bis 2015 Midi-Pyrénées). Sie gehört zum Arrondissement Tarbes und zum Gemeindeverband Coteaux du Val d’Arros.

## Geografie
Die Gemeinde Hourc liegt im Norden der Landschaft Bigorre im Vorland der Pyrenäen, etwa zwölf Kilometer östlich der Départements-Hauptstadt Tarbes. Das nur zwei Quadratkilometer umfassende Gemeindegebiet wird im Osten vom Fluss Estéous begrenzt, einem Nebenfluss des Adour. Hourc hat eine Ost-West-Ausdehnung von fast fünf Kilometern, ist aber in Nord-Süd-Richtung nur 300 bis 400 Meter breit. Umgeben wird Hourc von den Nachbargemeinden Pouyastruc im Norden, Marquerie im Nordosten, Coussan im Osten, Souyeaux im Süden sowie Lizos im Westen.

## Ortsname
Im Jahr 1313 erschien der Ortsname erstmals als De Forqueto in lateinischer Sprache. 1342 tauchte der Name De Furno auf. 1429 schrieb man Deu Forc bzw. gaskognisch Lo Forc. 1738 wird die Pfarrgemeinde in einem Kirchenregister Paroisse du Hourc genannt. Über Lehourc (1790) und Le Hourc auf einer Cassini-Karte des späten 18. Jahrhunderts entwickelte sich die Schreibung des Ortsnamens zur Zeit der Gemeindegründungen 1793 zum bis heute verwendeten Hourc. Man nimmt an, dass sich das gaskognische horc aus dem lateinischen furcum für Holt, Wald ergab.

## Bevölkerungsentwicklung
| Jahr      | 1962 | 1968 | 1975 | 1982 | 1990 | 1999 | 2006 | 2014 | 2021 |
| Einwohner | 95   | 78   | 74   | 75   | 104  | 104  | 107  | 111  | 109  |

Im Jahr 1836 wurde mit 200 Bewohnern die bisher höchste Einwohnerzahl ermittelt. Die Zahlen basieren auf den Daten von cassini.ehess und INSEE.

## Sehenswürdigkeiten

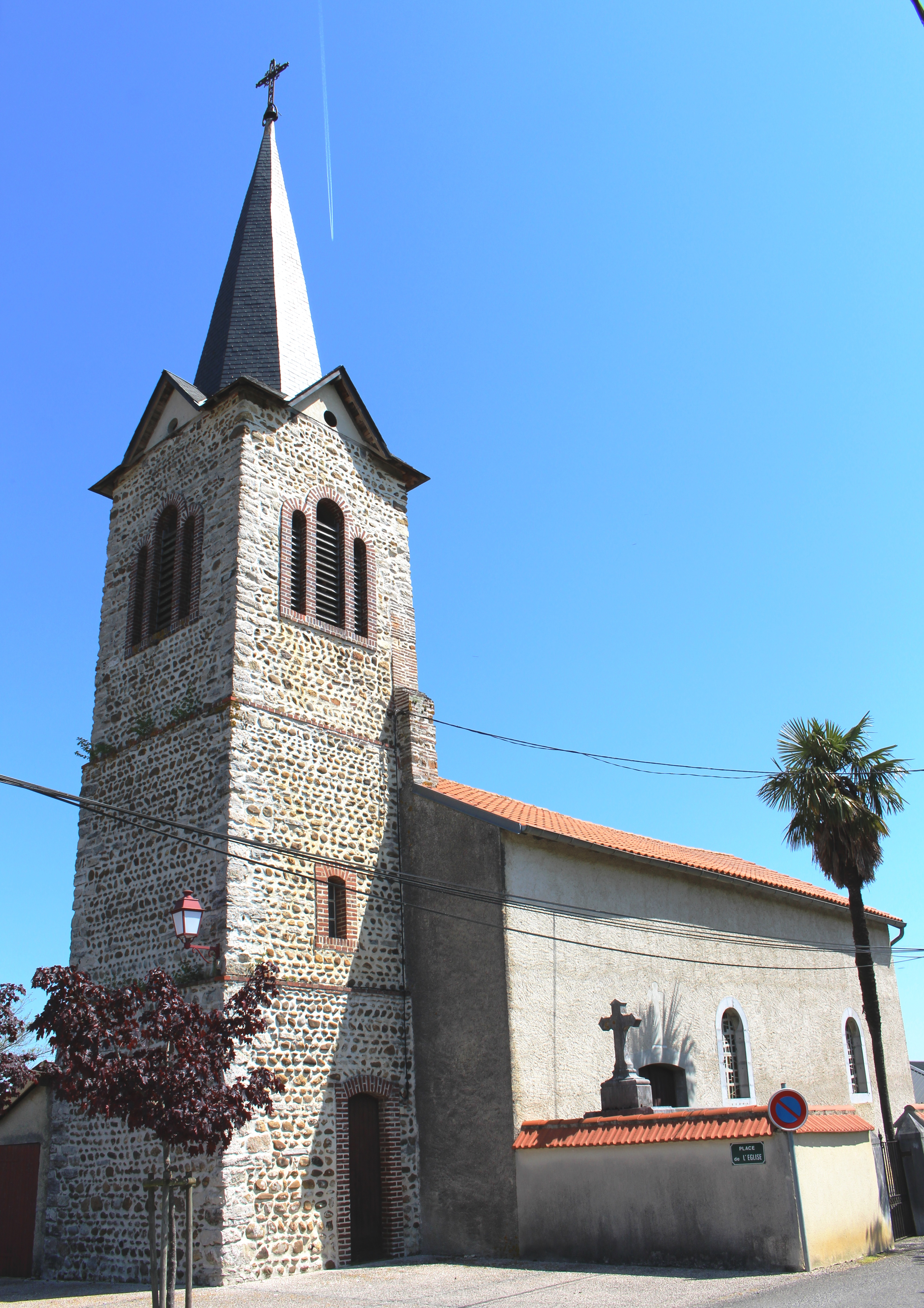
Kirche Saint-Jean-l’Évangéliste
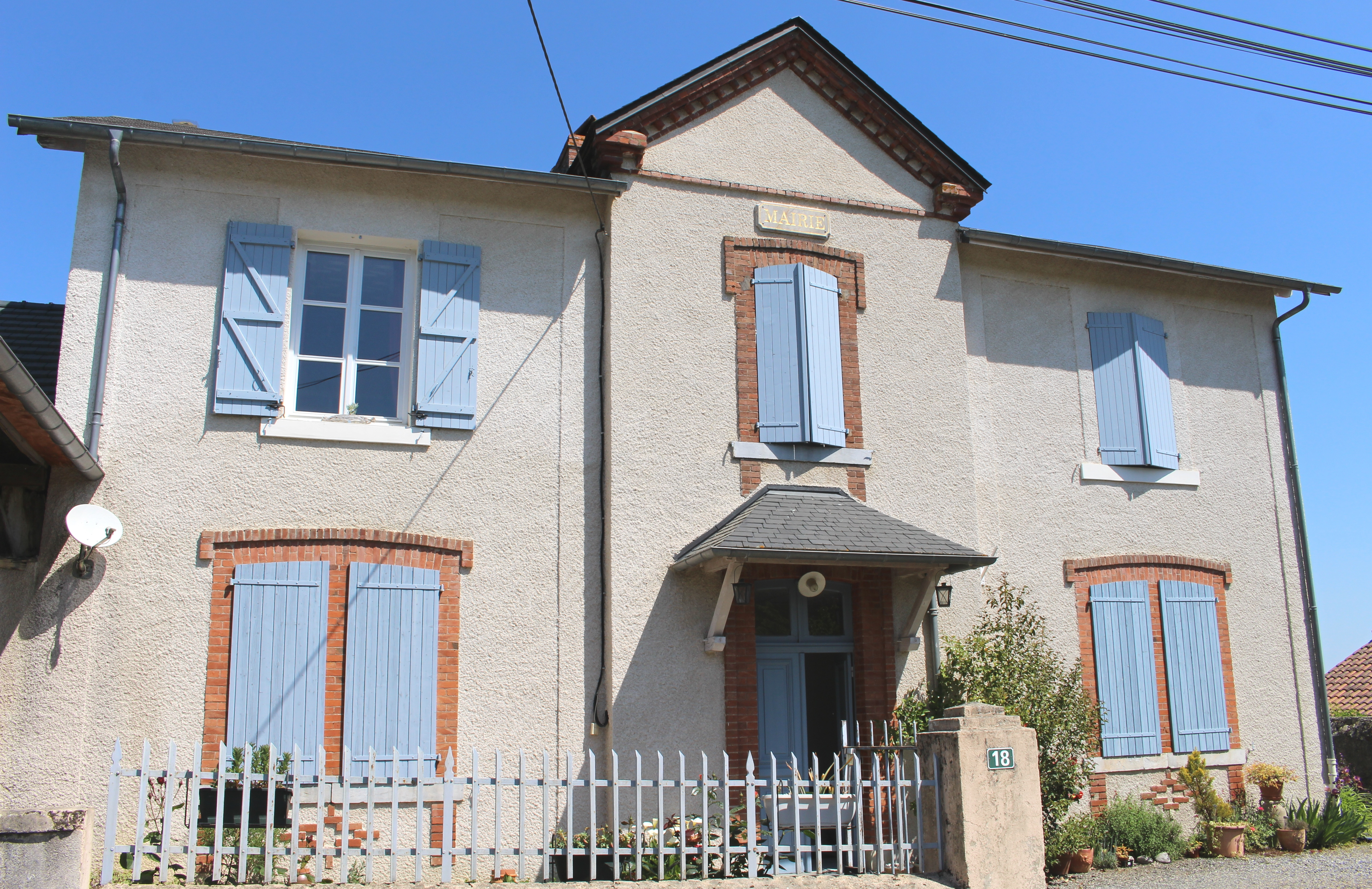
Rathaus (mairie)
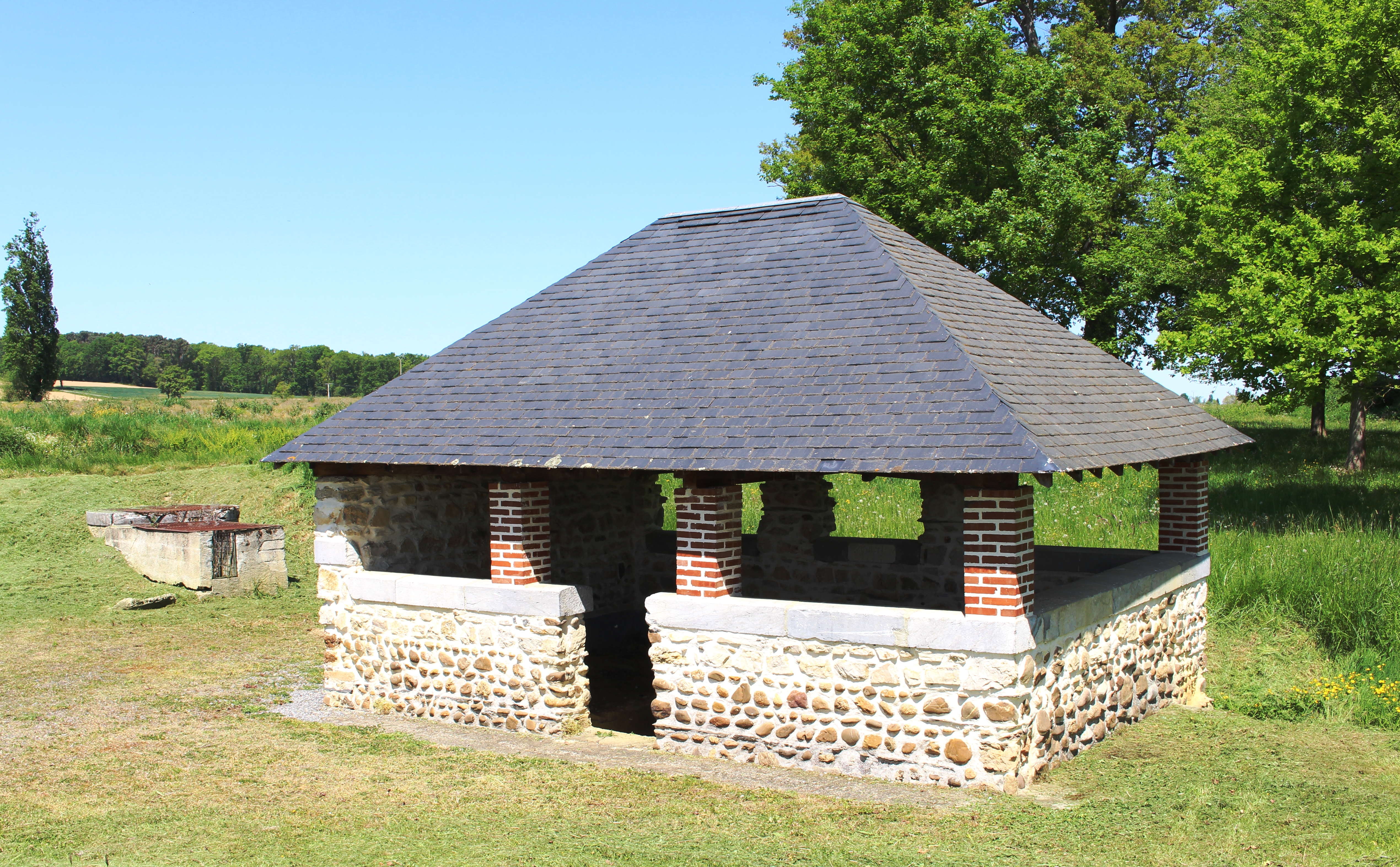
Lavoir
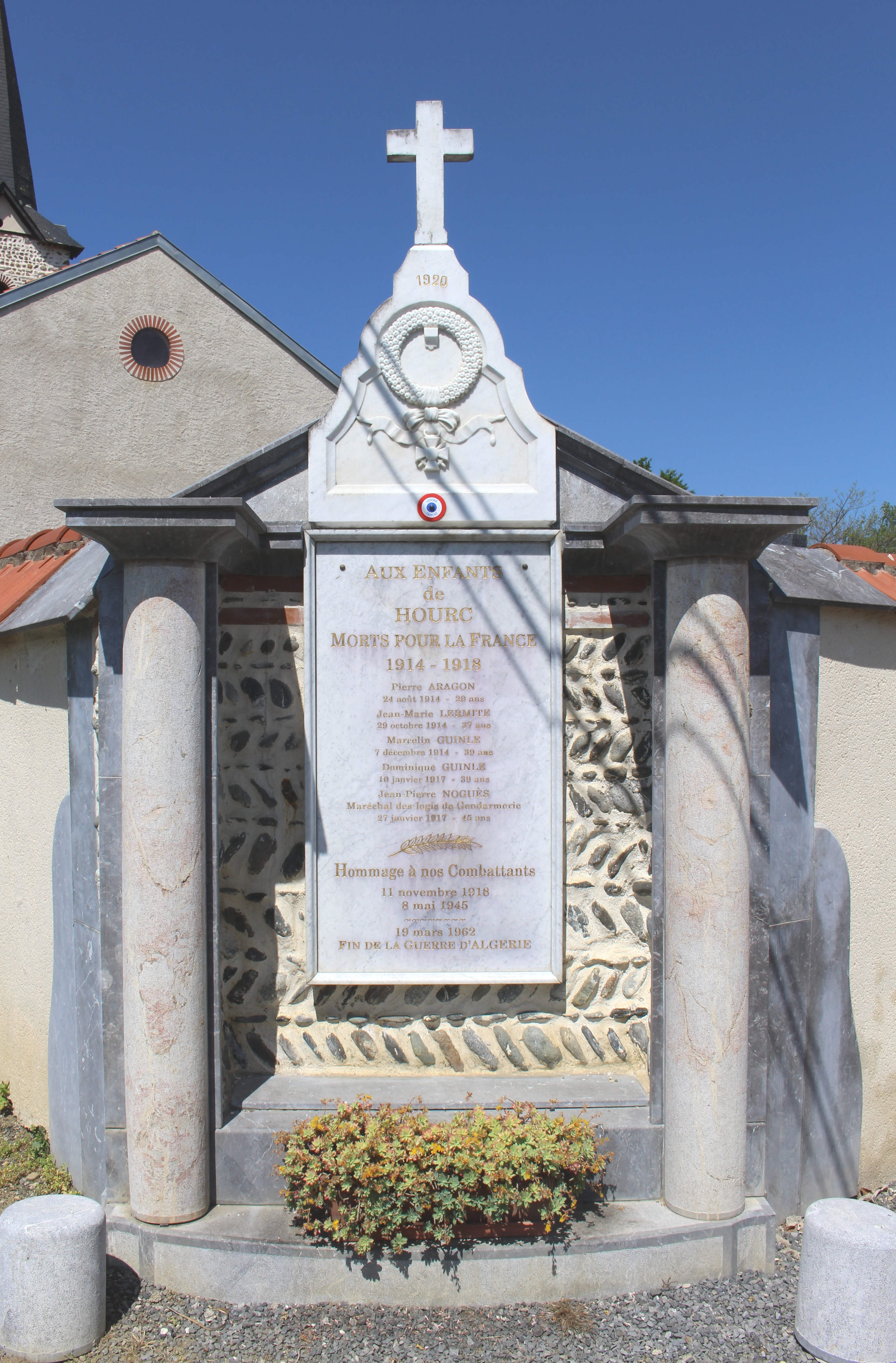
Gefallenendenkmal

- Kirche Saint-Jean-l’Évangéliste
- Rathaus (mairie)
- Lavoir
- Gefallenendenkmal

## Wirtschaft und Infrastruktur
Hourc ist bäuerlich geprägt. In der Gemeinde sind neun Landwirtschaftsbetriebe ansässig (Getreideanbau, Rinderzucht, Milchviehhaltung).
Durch die Gemeinde Hourc führt die Fernstraße D 5 von Rabastens-de-Bigorre nach Bagnères-de-Bigorre. Im zehn Kilometer entfernten Séméac besteht ein Anschluss an die Autoroute A64. Im nahen Tarbes befindet sich der nächstgelegene Bahnhof an der Bahnstrecke Toulouse–Bayonne.

## Belege
1. ↑  Michel Grosclaude und Jean-Francois Le Nai: Intégrant les travaux de Jacques Boisgontier, Dictionnaire toponymique des communes des Hautes-Pyrénées, Tarbes, Conseil Général des Hautes-Pyrénées, 2000, S. 348 (ISBN 2-9514810-1-2, notice BnF no FRBNF37213307)
2. ↑  Hourc auf cassini.ehess
3. ↑  Hourc auf INSEE
4. ↑  Landwirtschaftsbetriebe auf annuaire-mairie.fr (französisch)